# ウエストランド
ウエストランドは、タイタン所属のお笑いコンビ。2008年11月結成。略称は、ウエラン。M-1グランプリ2022王者。
2人とも岡山県津山市出身。2021年6月1日より、つやま産業支援センター特命大使。2023年11月25日より、津山ふるさと大使。

## メンバー
井口 浩之（いぐち ひろゆき、1983年（昭和58年）5月6日 - ）（42歳）
ツッコミ・ネタ作り担当。立ち位置は向かって左。
- 岡山県津山市出身。千葉商科大学卒業。血液型B型。独身。
- 身長157cm、体重61kg。
- 兄と弟がいる。
- 趣味はサッカー観戦、フットサル、マインクラフト。

河本 太（こうもと ふとし、1984年（昭和59年）1月25日 - ）（41歳）
ボケ担当。立ち位置は向かって右。
- 岡山県津山市出身。血液型A型。
- 身長166cm、体重75kg。
- 弟がいる。
- 2014年11月22日に、高校時代にサッカー部のマネージャーを務めていた2歳下の一般女性と結婚。2016年4月に長女が誕生。2021年10月に次女が誕生。

## 略歴
津山市立津山西中学校の同級生として出会う。中学では接点がなく、顔見知り程度の仲だったが、進学先の岡山県立津山商業高等学校では互いにサッカー部に所属しており、帰り道が同じ方向だったため友人になる。
その後、芸人を志していた井口に河本が付いていく形で同時に上京する。
井口が大学を卒業した後、養成所には通わずフリーで芸人活動を開始させる。
タイタンの若手が出演するライブ「タイタンライブRhea」内の「TITAN GATE」のコーナーに数度出演後、2010年6月末に「日本エレキテル連合」「ツインタワー（後、解散）」「ウイングマン（後、解散）」とともに事務所預かりになる。
日本エレキテル連合とは同じ時期に事務所に入ったため同期扱いではあるが、活動歴で言うと松竹芸能に在籍していた時期がある日本エレキテル連合の方がウエストランドより長い。また芸歴としてはラブレターズが同期にあたる。吉本興業のNSC大阪校31期（インディアンス、セルライトスパ、ロングコートダディ）および東京校14期（ダイタク、りんたろー。（EXIT）、山添寛（相席スタート）、ネルソンズ）などとと同期にあたる。
2011年4月オンエアの『オンバト+』（NHK総合）出演（初挑戦・初オンエア）を期に正式に所属となる。
2020年12月20日、M-1グランプリ決勝に初めて進出する。登場順は10番目で622点を獲得し、結果は9位。
2022年12月18日、M-1グランプリ決勝へ2年ぶりに進出。ファーストステージでは2年前と同じく最後の10番目に登場して659点を獲得して3位となり、ファイナルステージに進出。ファイナルステージでは3組中1番手で登場し、全7票のうち6票を獲得して優勝。18代目王者となった。3位通過での優勝は2017年優勝のとろサーモン以来5年ぶり2組目。出番順10番目の優勝は初。前年の優勝者がソニー・ミュージックアーティスツ所属の錦鯉であったため、史上初めて2年連続で吉本興業以外に所属するお笑いコンビが優勝した形となった。
2023年8月、宣材写真を更新。4月に『おしゃれクリップ』（日本テレビ系）に出演した際にMCの山崎育三郎に撮影してもらったものを使用（放送に使われたものとは別カット）。同年11月25日、津山ふるさと大使に任命された。

## 芸風
- 主に漫才で、「毒舌漫才」と評される[13]。河本が話題を提供し、それに対し井口が愚痴やツッコミを繰り出す形が多い。2022年のM-1グランプリでは「あるなしクイズ」をモチーフに、出題側の河本が「〇〇にはあるけど、××にはない」と述べ、井口が回答としてそのお題の悪口を言う、というスタイルの漫才を行い優勝した。このM-1グランプリで、自身の優勝が発表された際に井口よりも圧倒的にセリフの少ない河本が真っ先に涙を流したことから、その後の漫才ではこのことをいじるくだりが入っていることが多い。
- 2025年1月3日の『新春生放送!東西笑いの殿堂』ではネタ披露後、司会の太田光（爆笑問題）に悪口を言った相手の固有名詞を出されたため、井口は必死に否定した[14]。
- 以前は河本の一言のボケに対し、井口が異常に長くツッコむスタイルのぼやき漫才を行っており、一本のネタではおよそ9割以上を井口のツッコミが占めていた。また、河本が面長の井口を「タイ米」「マイク」「ハムスター」（そこから派生してヒマワリの種を食べる）などといじるボケが多かった。
- 例えツッコミ、自虐ツッコミを主としている。同じことを何度も繰り返す「天丼」を多用することも多い。スタンダードな掛け合い漫才やコント漫才を行うこともある。
- ネタ以外では、芸人としてのトークが苦手な河本を井口がいじるやりとりが多い。

## エピソード

### コンビとして
- コンビ名の由来は、津山市に所在している同名のショッピングセンター「ウエストランド」[15]。
- タイタンの先輩でもある爆笑問題の番組の前説もいくつか担当していた[注 2]。
- 基本的に漫才を行うが、コントの経験もあり、キングオブコントの準決勝まで進出したことがある。しかしその時のネタは漫才をコントの設定に落とし込んだいわゆる「漫才コント」だったため、準決勝までの予選はその斬新な芸風も相まってどうにか誤魔化しが効いたが、客の目が肥えている準決勝では全くウケなかった。そのウケなさは相当なものであったらしく、耐えきれなくなった井口がコントの最中であるにもかかわらず、最前列の観覧客に話しかけたほど。
- まだ芸歴が浅かった頃、河本が単独でCMに出演した際に河本がそのギャラを井口と折半したことから、2024年4月時点でもコンビでギャラを折半していた。ピンでの仕事のギャラも折半していたため、河本にくらべてピンでの仕事量が多い井口はたびたび愚痴をこぼしていた[16]。また、河本は仕事のない期間はアルバイトで収入を得ていたため、仕事のない河本の方が井口より収入が多い時期もあった。
  - 後述の2024年4月に発生した河本のトラブルについての所属事務所社長・太田光代から課されたペナルティのひとつとして、ギャラ折半が解消された。太田光代の「河本も責任を持って稼がないといけない」といった考えによるものだったが、井口はためらっていた部分もあったという[17]。

### 井口
- 上の歯、下の歯ともに前歯が2列ある[18]。2017年に『名医のTHE太鼓判!』（TBSテレビ）の企画にて矯正する予定だったが、前処理として虫歯や親不知を治療した段階でスタッフと医師サイドでトラブルが起き治療が打ち切られてしまった。
- 小学4年から大学4年までサッカー部に所属。大学3年時には副キャプテンを務めた[5]。『ウエストランド井口のサッカー部』と題したライブを、2012年4月4日と2014年6月6日は阿佐ヶ谷LoftA[19][20]、2016年11月15日は高円寺パンディット[21]にて開催。
- 中高生時代は「ツッコミ井口」のあだ名がつくほどツッコミで有名で、他校にもその名が轟くほどだった[22]。
- 不平・不満などの愚痴が非常に多い。「井口の愚痴」に焦点を当てたイベントが行われたほど[23]。
- 特技は「手を使わずに鼻を左右に曲げること」で、その特技を用いる「気功が使える男」というネタがあり、テレビなどで度々披露している[24]。ネタとしてだけでなく、臭いものを嗅いだ時のリアクションとして用いることもある[25]。
- 若手時代に家賃を滞納してアパートからの退去を命じられた際に、芸人であることを管理人に告げたところ、家賃の分割払いを認めてもらい、さらに食事の心配から炊き出しの紹介までされた[26]。
- R-1グランプリに出場するなどピンでの活動も積極的に行っている。
- 好きなものはカフェオレ、カルピス、麦チョコ、もつ鍋[27]、星のカービィ[28]。
- 祖父は津山市の元助役[29]。
- ビールが好きなことから「井口ビール部」を立ち上げた。主な活動は、井口のYouTubeチャンネルで生配信を行ったり、ライブイベントを行うこと[30]。
- 高校時代は学年10位以内の成績で、簿記は1位だった。その他にもコンピュータ利用技術検定3級、珠算実務検定3級、商業経済検定3級、ワープロ実務検定3級などを取得。各合格証書を2023年7月28日放送の『アメトーーク!』で披露した[31]。
- 2022年のM-1グランプリで披露したネタ中で、「YouTuberが警察に捕まり始めている」と発言し、その後実際に次々とYouTuberが逮捕されたことから、一部ネット上では「予言者」と呼ばれている[32]。
- 涙をあまり人に見せない[33]。理由は「男の子だから」[34]。
- 趣味はサッカーの観戦であり、自身のYouTubeチャンネルで【いぐサカ】と題してサッカー関連の動画を投稿している。また地元のサッカーチームであるファジアーノ岡山FCのサポーターであり、現地での観戦も行っている。

### 河本
- 中学時代は練習の厳しい吹奏楽部に入部し、パーカッションを担当。コンクールで県代表となる。高校時代はサッカー部に所属した。当時のサッカー部員は12名で唯一の補欠であった[29]。
- 太田光（爆笑問題）の妻でタイタン社長の太田光代からは「河本太は太田光と同じ目をしている」と絶賛され、相方の井口とともに芸能事務所・タイタンに入る。
- ネタ以外の場面では岡山弁を使うことが多い。
- お化け、ハチ、ウサギ、ジェットコースターが苦手[35]。
- 元々登山は好きであったが、営業で一緒になったヒロシや西村瑞樹（バイきんぐ）らの影響でキャンプに興味を持ち[36]、「焚火会」のメンバーとなった。キャンプ・デビューの模様は「ヒロシちゃんねる」にて配信されており[37]、2018年11月には自身のチャンネル「キャンプ、ウエストランド河本太の。」を開設した。2019年4月12日に開催された、アウトドア用のサウナテントの設営から設定温度に温めるまでの時間を競う「サウナ温め選手権（Sauna Heating Championship）」の日本大会にヒロシや元ムートン・ベアーズ島田キャンプとともに「チーム焚火会」として出場し優勝。7月6日にフィンランドで開催される「サウナ温め選手権 世界大会」への出場権を獲得した[38]。
- 芸人としての意識が低く、練習もしない上に言い訳ばかりであるため相方の井口からは不満を持たれている[39]。井口曰く、「ネタは書かない、声小さい、噛む、そのくせ緊張だけはする」[40]。
- リフォーム会社に正社員として入社し兼業芸人だった時期があるが、M-1グランプリ決勝進出を機に一旦退職し現在はアルバイト扱いとなっている。また、この様な経緯から電気工事、配管工事、玉掛技能士や高所作業車運転者、危険物取扱者などの資格も取得・保有している[41]。
- 高校卒業後の勤務先で、彫り師を目指していた先輩の練習台になったことがきっかけで、両脚にタトゥーが入っている。そのため温泉や海辺ロケなどの体を露出する仕事に参加できないことが多い。2011年頃から所属事務所社長の太田光代の紹介で皮膚科に通い、除去の治療を受けているが、素人の彫ったタトゥーは除去が難しく完全な除去には至っていない[42][43]。
- 以前はほぼ毎日のように飲酒する酒好きだったが、下記の「不祥事」の件以降、断酒している[44]。

## 不祥事
2024年4月20日、酔った状態で乗車拒否をされたと思い込んだ河本がタクシーの車体を蹴り、運転手と取っ組み合いになったことが週刊文春で報じられた。訴訟などには至らず話し合いで解決されたが、この際に顔面を負傷し前歯も欠けたため、しばらく仕事をキャンセルした（太田光代は「ケガの治療のため」「活動自粛ではない」としている）。5月初頭に『爆笑問題カーボーイ』とコンビのYouTubeチャンネルで謝罪し、騒動から1か月弱経った5月中旬よりテレビ出演も再開した。
また以前から泥酔して仕事に遅刻したり、酔ってお姫様抱っこを要求してきた太田光代社長に本気で襲いかかるなど酒癖が悪かったため、この件を境に断酒した。

## 出囃子
- ももいろクローバーZ『BIONIC CHERRY』

## 賞レースでの戦績

### M-1グランプリ
決勝キャッチフレーズは全て「小市民怒涛の叫び」。
| 年度             | 結果         | エントリー No. | 備考                      |
| ---------------- | ------------ | -------------- | ------------------------- |
| 2010年（第10回） | 2回戦進出    | 2861           |                           |
| 2015年（第11回） | 3回戦進出    | 1984           |                           |
| 2016年（第12回） | 準々決勝進出 | 3368           |                           |
| 2017年（第13回） | 準々決勝進出 | 2509           |                           |
| 2018年（第14回） | 準決勝進出   | 2704           | 予選24位、敗者復活戦14位  |
| 2019年（第15回） | 準々決勝進出 | 3128           |                           |
| 2020年（第16回） | 決勝9位      | 3473           | 特例シード                |
| 2021年（第17回） | 準々決勝進出 | 4378           |                           |
| 2022年（第18回） | 優勝         | 3312           | ファーストラウンド3位通過 |

### その他大会等
- THE MANZAI
  - 2011年 1回戦敗退
  - 2012年 認定漫才師（予選サーキット16位、ワイルドカード決定戦出場）
  - 2013年 認定漫才師（予選サーキット25位、直前番組にワラテンテストプレイヤーとして出演）
  - 2014年 認定漫才師
- キングオブコント
  - 2011年 1回戦敗退
  - 2012年 準決勝進出
  - 2016年 2回戦敗退
- R-1グランプリ（井口のみ）
  - 2016年 準決勝進出[53]
  - 2020年 準決勝進出（復活ステージ2位）
  - 2024年 準決勝進出[54]
  - 2025年 準決勝進出[55]
- その他
  - 2013年 新春レッドカーペット2013 レッドカーペット賞
  - 2013年 爆笑レッドカーペット2013春 レッドカーペット賞
  - 2013年 第12回漫才新人大賞 決勝進出
  - 2014年 余談大賞
  - 2015年 Cygames THE MANZAIプレマスターズ大会 出場
  - 2016年 第2回マイナビ Laughter Nightグランドチャンピオン大会 - 決勝進出
  - 2017年 Cygames THE MANZAIプレマスターズ大会 出場

## 活動
- タイタン放送局 - USTREAMでの生中継チャンネル（月曜20時 - ）※2012年11月12日ニコニコチャンネルに引っ越し
- タイタンチャンネル - ニコニコチャンネルでの生中継チャンネル（2012年11月9日 - 2014年7月13日）
- ウエストランドのぶちラジ! - YouTube
- ウエストランドの週刊少年津山 - Radiotalk
- 『ウエストランドのぶちラジ!公開収録』〜ぶちラジの公開収録じゃ!〜[注 3]（2015年より開催）
- タイタンハッピー（コーナー：タイタン・ニューカマー・トライアル）
- タイタンライブ・レア（不定期開催）
- タイタンライブ・タイタンシネマライブ（隔月開催 ※出演は不定期）

### ライブ
- 第一回単独ライブ「GRIN!」（2016年6月24日 - 26日 東京/恵比寿・エコー劇場、11月3日 大阪/南堀江knave）[58]
- 第二回単独ライブ「FINE!」（2018年7月21日 - 22日 新宿シアターサンモール）[59]
- 「ウエストランドのクイズミュニケーションセミナー」（2019年4月16日、新宿ロフトプラスワン）
- 第三回単独ライブ「FANG!」（2023年11月14日 - 15日 東京・草月ホール）[60]
- RGがあるある歌い続けウエストランドがあるなしクイズし続ける会（レイザーラモンRGとのツーマンライブ、第1回：2023年10月15日 ヨシモト∞ホール、第2回：2024年2月12日 なかのZERO）

## 出演

### テレビ

#### レギュラー番組
- ヒロシのひとりキャンプのすすめ（熊本朝日放送、2020年 - )  - 河本のみ、不定期出演
- お笑いワイドショー マルコポロリ!（関西テレビ、2022年4月3日 - ） - 井口のみ、不定期出演
- さんまのお笑い向上委員会（フジテレビ、2023年 - ）- 井口のみ
- 耳の穴かっぽじって聞け!（テレビ朝日、2024年4月2日 - ） - 井口のみ

#### 過去のレギュラー番組
- VSウエストランド（朝日放送テレビ、2023年1月21日 - 3月26日） - 地上波テレビ初冠番組
- ウエストランド錦鯉の考える人（中部日本放送、2023年9月15日 - 10月6日）

#### 過去の出演番組
- オンバト+（NHK総合） - 戦績9勝4敗 最高517KB
  - 番組最後の通常回となる2014年3月8日放送回で自己最高となる517KBを記録し、トップ通過を果たした。「オンバト」最後のオーバー500、トップ通過を果たした芸人となった。
- 新世紀ネタキング決定戦（TOKYO MX）
- 新春レッドカーペット（フジテレビ、2012年1月1日・2013年1月1日・2013年4月17日・2014年1月1日） - キャッチコピーは「ネバればネバるほど」
- ロケットライブ（フジテレビ、2012年11月28日・12月31日・2013年3月20日）
- 日10☆演芸パレード（毎日放送、2012年12月2日・2013年3月10日）
- 森田一義アワー 笑っていいとも!（フジテレビ、2013年4月3日 - 2014年3月） - 水曜隔週レギュラー
  - 笑っていいとも!増刊号
  - 笑っていいとも!特大号
- 空飛ぶ!爆チュー問題（フジテレビワンツーネクスト） - 不定期出演
- ドラマ「恋愛ニート〜忘れた恋のはじめ方」（TBS） - 井口のみ
- 爆笑学園ナセバナ〜ル!（毎日放送、 - 2013年3月） - 準レギュラー
- 全人類を笑わせろ 爆笑!ロックオン（TBS、2013年7月8日）
- もしものシミュレーションバラエティー お試しかっ!!（テレビ朝日、2013年7月29日）
- 笑点 特大号 （BS日テレ、2013年9月4日）
- 探検バクモン（NHK総合、2013年11月6日、2015年1月28日）
- 笑点 （日本テレビ、2013年11月24日、2024年12月8日）
- 関根&優香の笑うお正月（テレビ朝日、2014年1月5日）
- うつけもん（フジテレビ、2014年4月16日）
- PON!（日本テレビ、2014年4月25日）
- 2014年余談大賞（TBS、2014年12月23日）
- 鶴瓶のうるさすぎる新年会（フジテレビ、2015年1月1日）
- ほんとになった作り話（日本テレビ、2015年4月27日、9月16日）
- 前略、西東さん（中京テレビ、2015年5月30日（井口のみ）、2017年1月28日、2018年10月27日、2019年2月23日）
- お願い!ランキング（テレビ朝日、2016年5月12日、2017年1月11日[61]・1月12日[61]・1月17日[61]・1月18日[61]・1月19日[61]・1月25日[61]・1月30日[61]、2021年4月15日・2022年5月10日・9月13日）
- 太田上田（中京テレビ、2016年5月16日 - ） - 井口のみ不定期出演[注 4]
- 東京クラッソ!NEO（TOKYO MX、2016年11月13日 - 2019年3月）
- バクモン学園〜鬼教師・太田と委員長・田中と芸人30人の物語〜（テレビ朝日、2017年4月3日・7月3日）
- みんなの2020 バンバン ジャパーン！（NHK Eテレ、2017年4月29日 - ） - 井口のみ「となりのペリーさん」レポーター
- アメトーーク!（テレビ朝日、2017年8月10日、2021年6月17日・12月9日、2022年4月21日、2023年4月13日・6月29日・7月27日・10月26日・12月7日）
  - 「もっと売れたい芸人」井口のみ
  - 「高円寺芸人」井口のみ
  - 「もっとやれるはずだったのに...2021反省会」
  - 「ココで育ちました K-PROライブ芸人」
  - 「今年が大事が芸人2023」
  - 「学生時代の友達とコンビ組んでる芸人」
  - 「商業高校芸人」
- 内村てらす（日本テレビ、2017年8月31日）
- ゴッドタン （テレビ東京、2017年9月9日（コンビで）、2018年2月3日・10日、2019年2月16日、2020年2月22日（井口のみ）、2021年7月10日、2022年2月19日、2023年6月24日、7月8日）
- ウチのガヤがすみません！（日本テレビ、2017年10月17日・11月14日、2018年1月9日・16日・6月26日・7月3日・9月25日（井口のみ）・10月9日、2019年4月30日・5月28日・6月4日・8月13日・10月15日・11月12日、2020年3月3日・24日・4月14日・7月7日（井口のみ）・9月15日、2021年2月9日・16日・3月23日（井口のみ）・9月21日）
- 名医のTHE太鼓判（TBS、2017年10月23日） - 井口のみ
- 冗談手帖（BSフジ、2017年11月15日）
- 最強運決定戦SP2018（フジテレビ、2018年1月1日）
- 勇者ああああ〜ゲーム知識ゼロでもなんとなく見られるゲーム番組〜（テレビ東京、2018年1月4日・2021年2月20日・2月27日）
- 俺の持論（テレビ朝日、2018年3月10日） - 井口のみ
- オールスター後夜祭（TBS、2018年3月31日・10月6日、2023年4月8日[62]・10月15日・2024年4月7日〈井口のみ〉・10月6日〈井口のみ〉・2025年3月30日〈井口のみ〉） - 第9回で河本は第66位で永久追放となり、永田裕志と與那嶺茂人からの罰も執行され、以降井口のみ
- 10万円でできるかな（テレビ朝日、2018年4月3日） - 井口のみ
- ENGEIトライアウト（フジテレビ、2018年4月7日）
- 水曜日のダウンタウン（TBS、2018年5月30日（井口のみ）、2021年3月24日、2022年4月27日（井口のみ）・8月31日（井口のみ）・10月19日（河本のみ）・11月2日（井口のみ）、2023年1月25日（井口のみ）・4月26日・5月31日（井口のみ）・8月16日（井口のみ）・11月22日・12月6日・13日・2024年1月17日（井口のみ）・5月8日（井口のみ））
- EXD44（テレビ朝日、2018年7月1日） - 井口のみ
- おはスタ（テレビ東京、2018年11月13日）
- 沼にハマってきいてみた（NHK Eテレ、2018年12月17日）
- 有吉ジャポン（TBS、2019年3月8日） - 河本のみVTR出演
- ファイブチャンネル（熊本朝日放送、2019年5月11日） - 河本のみ
- わらたまドッカ〜ン（NHK Eテレ、2019年5月13日、2019年8月5日・2021年1月23日（再放送）2022年9月8日、2023年1月26日・2023年6月1日（再放送）2023年12月14日、2024年3月7日）
- ヒロシと愉快な仲間たち〜焚火会inくまもと〜（熊本朝日放送、2020年1月2日・2021年1月3日・2022年1月2日・2023年1月2日） - 河本のみ
- 芸人報道（日本テレビ、2020年1月6日・2023年12月26日）
- ダウンタウンのガキの使いやあらへんで!（日本テレビ、2020年3月29日） - 井口のみ
- M-1グランプリ2020（朝日放送テレビ、2020年12月20日）
- 爆笑問題&霜降り明星のシンパイ賞!!（テレビ朝日、2020年12月20日、2021年2月14日（井口のみ）、5月2日、5月9日、5月16日、5月30日、9月12日）
- サンデージャポン（TBS、2020年12月27日、2022年1月30日、2023年1月8日・1月15日・3月26日・7月9日）
- ヒロミ・指原の“恋のお世話始めました”（テレビ朝日、2021年1月28日・3月25日・5月27日、2022年1月26日）
- 爆報! THE フライデー（TBS、2021年1月29日）
- 相席食堂（朝日放送テレビ、2021年2月2日、2023年2月28日・3月7日）
- もぎたて!生中継スペシャル（NHK岡山、2021年2月3日）
- 大田伯山ウイカのはなつまみ（テレビ朝日、2021年2月10日・2月17日・6月27日）
- お笑い演芸館（BS朝日、2021年2月11日）
- ザ・ホースマン笑（フジテレビ、2021年2月18日・3月25日）
- マッドマックスTV（テレビ朝日、2021年2月23日（井口のみ）・9月28日（井口のみ）・11月23日（井口のみ）、2023年8月29日）
- NEWSな2人（TBS、2021年3月5日、3月12日） - 河本のみ
- 千原ジュニアの座王（関西テレビ、2021年3月6日・3月20日・7月2日・7月16日・11月5日・11月12日・2022年5月27日（井口のみ）、2023年1月20日（井口のみ）・1月27日（井口のみ）・2月24日・3月17日・3月24日）
- スイモクチャンネル（BS-TBS、2021年3月11日）
- 芸人記者 ニュースマン（フジテレビ、2021年3月14日）
- ザ・ベストワン（TBS、2021年3月28日・7月23日・10月15日、2023年2月18日・10月21日・2024年1月27日・3月15日）
- 567↑8（フジテレビ、2021年3月29日） - 井口のみ
- あちこちオードリー〜春日の店あいてますよ?〜（テレビ東京、2021年3月31日・4月7日・4月14日・7月14日・7月21日、2022年1月19日・1月26日・3月2日、2023年1月18日（井口のみ）・8月9日・2024年1月24日（井口のみ））
- ナニコレ珍百景（テレビ朝日、2021年4月11日、2023年4月30日・5月21日・10月29日）
- ちゃんねるロック（RSK山陽放送、2021年4月12日・13日）
- あもーれマッタリーノ（RSK山陽放送、2021年4月13日・2024年3月19日）
- 芸人動画チューズデー（テレビ東京、2021年4月13日 - 27日）
- 芸能人が本気で考えた!ドッキリGP（フジテレビ、2021年4月17日・11月13日、2023年6月24日） - 井口のみVTR出演
- 水曜ネオバズ『みえる』（テレビ朝日、2021年4月28日・5月26日・7月21日・8月25日・9月29日） - 井口のみ
- 有田P おもてなす（NHK総合、2021年5月1日・7月17日）
- 漫才JAPAN（日本テレビ、2021年5月7日・5月14日・6月20日）
- そろそろ にちようチャップリン（テレビ東京、2021年5月15日・6月26日・7月10日・7月17日・9月25日・10月2日・10月9日、2022年2月26日・6月25日・7月2日、2023年4月8日・2024年7月13日）
- にゅーくりぃむ（テレビ朝日、2021年6月8日・6月15日）
- 有吉の壁（日本テレビ、2021年6月9日・7月28日・8月25日・9月15日、2023年1月11日・3月1日・3月29日（井口のみ）・4月19日・4月26日・5月17日・6月7日・6月14日・8月9日・9月6日・9月27日・11月1日、2024年2月14日）
- 秘密のケンミンSHOW極（日本テレビ、2021年6月24日・12月23日、2023年3月2日・8月17日（河本のみ））
- さんまのお笑い向上委員会（フジテレビ、2021年7月17日（井口のみ）・7月24日（井口のみ）・10月2日（井口のみ）、2022年1月15日（井口のみ）・1月22日（井口のみ）・4月2日（井口のみ）・4月9日（井口のみ）・4月16日（井口のみ）・10月29日（井口のみ）・11月5日（井口のみ）、2023年1月28日・2月4日・2月11日・2月18日・2月25日・3月4日・3月11日・3月18日・3月25日・4月15日（井口のみ）・4月29日（井口のみ）・5月27日・6月3日・6月10日・6月17日（井口のみ）・6月24日（井口のみ）・7月1日（井口のみ）・8月26日（井口のみ）・9月2日（井口のみ）・9月9日（井口のみ）・10月21日・10月28日・11月4日（井口のみ）・11月11日（井口のみ）・11月18日（井口のみ）・2024年1月13日（井口のみ）・1月20日（井口のみ）・1月27日（井口のみ）・2月3日（井口のみ）・2月10日（井口のみ）・4月13日（井口のみ）・5月18日（井口のみ）・5月25日（井口のみ）・6月1日（井口のみ）・6月8日（井口のみ）・6月15日（井口のみ）・6月22日（井口のみ）・7月27日(井口のみ)・8月10日(井口のみ)・8月17日（井口のみ）・8月31日（井口のみ）・9月7日（井口のみ）・9月14日（井口のみ）・9月21日（井口のみ）・9月28日（井口のみ））
- 火曜は全力!華大さんと千鳥くん（関西テレビ、2021年7月20日、2023年7月11日（井口のみ））
- 開運!なんでも鑑定団（テレビ東京、2021年8月3日）
- 超逆境クイズバトル!!99人の壁（フジテレビ、2021年8月14日、2022年年11月13日（井口のみ）・11月14日（井口のみ））
- しくじり先生 俺みたいになるな!!（テレビ朝日、2021年8月16日）
- ウッチャン式（TBSテレビ、2021年8月29日・9月12日） - 井口のみ
- サンド軍VSナイツ軍 とっておき激推し芸人ネタバトル（テレビ東京、2021年9月5日）
- ダウンタウンDX（読売テレビ、2021年9月9日・2022年7月7日（井口のみ）・9月29日（井口のみ）、2023年1月19日・4月6日・9月28日（井口のみ）、2024年3月3日・5月16日）
- じゃない方の彼女（テレビ東京、2021年10月11日）
- 2分59秒（テレビ朝日、2021年10月27日・2022年10月19日） - 井口のみ
- 金バク!（岡山放送、2021年11月5日、2023年4月14日）
- 世界一短いネタ番組 15ビョーーーン（テレビ東京、2021年11月6日）
- フリースタイルティーチャー（テレビ朝日、2021年11月9日・11月16日・11月23日・12月1日・12月7日・12月14日・12月21日・2022年1月4日・1月11日・1月18日・4月4日・4月11日・4月18日・4月25日・5月2日・5月9日・5月16日） - 井口のみ
- 櫻井・有吉THE夜会（TBS、2021年11月11日・12月16日、2023年7月27日） - 井口のみ
- かまいガチ（テレビ朝日、2021年11月11日（井口のみ）・2022年7月6日（井口のみ）・2023年2月8日・5月24日（井口のみ）・8月30日（井口のみ）・9月27日（井口のみ））
- バチくるオードリー（フジテレビ、2021年11月17日・12月22日） - 井口のみ
- 賞金奪い合いネタバトル ソウドリ〜SOUDORI〜（TBS、2021年11月22日・2022年6月6日、2023年5月30日）
- 月刊ゴールキーパー〜Jリーグ スーパープレイ〜（BS日テレ、2021年11月27日） - 井口のみ
- くりぃむナンタラ（テレビ朝日、2021年12月19日）
- エンタの神様（日本テレビ、2021年12月29日・2023年12月31日）
- 芸人オールスターチャンピオンボウリング（フジテレビONE、2022年1月1日）
- 新春!お笑い名人寄席（テレビ東京、2022年1月2日・2024年1月2日）
- お笑い合戦独眼竜カミナリ（東日本放送、2022年1月3日）
- やすとものいたって真剣です（朝日放送テレビ、2022年1月20日）
- 全力!脱力タイムズ（フジテレビ、2022年1月21日（井口のみ）・3月4日（井口のみ）・2023年4月28日・2023年8月25日（井口のみ）・2024年3月8日）
- 前略、大とくさん（中京テレビ、2022年2月6日）
- ラヴィット!（TBS、2022年2月14日（井口のみ）・12月9日・12月19日，2023年2月1日・2月15日（井口のみ）・6月12日・8月7日（井口のみ）・8月14日（井口のみ）・10月6日・10月18日・12月8日・2024年1月8日・1月19日（井口のみ）・3月7日・3月15日）
- ラランド「有象無象SHOW」（BS11、2022年3月14日・4月11日） - 井口のみ
- アンミカ&アルピーの飲んでるから言いますけど…（中京テレビ、2022年3月19日） - 井口のみ
- かもしれないパトロール（テレビ東京、2022年3月26日） - 井口のみ
- アカデミーナイトG（TBS、2022年4月19日・4月28日）
- オンエア決めろ！ー笑武ー（BSJapanext、2022年5月10日）
- 今回だけ言わせて!夫だってツライよ!!（TBSテレビ、2022年4月29日）
- 走るログ小屋で行くヒロシとウエストランドのドリームキャラバン（熊本朝日放送、2022年4月30日）
- 上田竜也の見た目で絶対決めつけないTV（テレビ東京、2022年5月28日） - 井口のみ
- サンドウィッチマンのどうぶつ園飼育員さんプレゼン合戦ZOO-1グランプリ（TBSテレビ、2022年6月28日・8月23日・10月11日・10月25日・11月1日・12月13日、2023年2月28日）
- 芸人ラップコロシアム★ワラッパー（テレビ東京、2022年8月2日・8月9日・8月16日・8月23日・8月30日） - 井口のみ
- ハテナde（日本テレビ、2022年8月12日・8月19日） - 井口のみ
- ヒロシのひとりキャンプのすすめ（熊本朝日放送、※河本は準レギュラー出演のため単体出演は省略）
  - （コンビ出演）2022年9月9日 - 10月21日、2023年9月16日 - 10月14日
  - （井口のみ）2024年10月10日 - 10月30日
- ワケあって、大金使います（TBS、2022年9月12日） - 井口のみ
- ロンドンハーツ（テレビ朝日、2022年9月27日（井口のみ）、2023年2月21日・2月28日・3月7日・3月14日・5月2日（井口のみ）・5月9日（井口のみ）・5月23日（井口のみ）・5月30日（井口のみ）・8月15日（井口のみ）・9月5日（井口のみ）・9月12日（井口のみ）・9月26日（井口のみ）・10月17日（井口のみ）・11月7日（井口のみ）・11月14日（井口のみ）・2024年1月16日（井口のみ）・1月23日（井口のみ）・2月6日（井口のみ）・2月13日（井口のみ）・2月27日（井口のみ）・3月5日（井口のみ）・3月12日（井口のみ）・4月23日（井口のみ））・4月30日（井口のみ）・5月7日（井口のみ）・5月21日（井口のみ）・5月28日（井口のみ））
- NEWニューヨーク（テレビ朝日、2022年9月21日・9月28日（井口のみ））
- ぺこぱポジティブNEWS（テレビ朝日、2022年10月6日・10月13日） - 井口のみ
- ポップUP!（フジテレビ、2022年10月7日・10月14日・11月11日・12月2日・12月6日・12月16日・12月23日） - 井口のみ
- アルコ&ピースのメガホン二郎（テレビ東京、2022年10月8日（井口のみ）・10月15日・11月19日、2023年2月11日）
- 月曜の蛙、大海を知る。（毎日放送、2022年10月24日・11月21日、2023年3月13日） - 井口のみ
- ランジャタイのがんばれ地上波!（テレビ朝日、2022年11月8日・11月15日） - 井口のみ
- 競馬クイズknock（朝日放送テレビ、2022年12月1日・12月8日・12月15日・12月22日） - 井口のみ
- FIFAワールドカップ WEEKLY（フジテレビ、2022年12月10日） - 井口のみ
- ザキヤマの街道歩き旅（テレビ東京、2022年12月10日） - 井口のみ
- 白黒アンジャッシュ（千葉テレビ、2022年12月13日・12月20日）
- M-1グランプリ2022（朝日放送テレビ、2022年12月18日）
- めざましテレビ（フジテレビ、2022年12月19日）
- ノンストップ!（フジテレビ、2022年12月19日）
- ワイドナショー（フジテレビ、2022年12月25日）
- ふるさと納芸（テレビ東京、2022年12月30日）
- 笑って年越し!世代対決 昭和芸人VS平成・令和芸人（日本テレビ、2022年12月31日）
- フットンダ王決定戦2023（中京テレビ、2023年1月1日）
- 笑いの王者が大集結!ドリーム東西ネタ合戦（TBS、2023年1月1日・2024年1月8日）
- 第56回新春!爆笑ヒットパレード2023（フジテレビ、2023年1月1日）
- 芸人シンパイニュース（テレビ朝日、2023年1月2日・2024年1月3日（井口のみ））
- 内村&さまぁ〜ずの初出しトークバラエティ 笑いダネ（日本テレビ、2023年1月3日）
- 月ともぐら（テレビ東京、2023年1月5日 - 19日・2024年2月23日・3月1日） - 井口のみ
- 内村のツボる動画（テレビ東京、2023年1月10日）
- にたもの3組（フジテレビ、2023年1月10日） - 河本のみ
- ぽかぽか（フジテレビ、2023年1月11日・5月24日・9月6日）
- これ余談なんですけど･･･（朝日放送テレビ、2023年1月18日）
- 千鳥のクセがスゴいネタGP（フジテレビ、2023年1月19日）
- 新装回転!ハナシ寿司（日本テレビ、2023年1月21日） - 井口のみ
- 行列のできる相談所（日本テレビ、2023年1月22日）
- ニンゲン観察バラエティ モニタリング（TBSテレビ、2023年1月26日）
- 有吉ジャポンII ジロジロ有吉（TBS、2023年1月27日）
- 王様のブランチ（TBSテレビ、2023年1月28日・3月4日）
- 新しいカギ（フジテレビ、2023年1月28日・5月13日（井口のみ）・8月12日（井口のみ））
- にけつッ!!（読売テレビ、2023年1月31日）
- アインシュタインの愛シタイン（毎日放送、2023年2月4日） - 井口のみ
- 証言者バラエティ アンタウォッチマン!（テレビ朝日、2023年2月7日、2024年2月20日）
- 千原ジュニアのヘベレケ（東海テレビ、2023年2月7日・2月14日・2月21日・2月28日）
- 人志松本の酒のツマミになる話（フジテレビ、2023年2月10日） - 井口のみ
- おかべろ（関西テレビ、2023年2月11日・10月7日）
- 今夜はナゾトレ（フジテレビ、2023年2月14日）
- 家、ついて行ってイイですか?（テレビ東京、2023年2月19日）
- 痛快TV スカッとジャパン（フジテレビ、2023年2月20日）
- 恋するアテンダー（テレビ朝日、2023年2月22日） - 井口のみ
- 中居正広の金曜日のスマイルたちへ（TBS、2023年2月24日・3月24日・6月2日）
- ネタパレ（フジテレビ、2023年2月24日、4月21日・6月23日（井口のみ）・7月7日・8月25日（井口のみ）・10月6日・2024年3月22日）
- 演芸図鑑（NHK総合、2023年2月26日）
- 帰れマンデー見っけ隊!!（テレビ朝日、2023年2月27日）
- ENGEIグランドスラム（フジテレビ、2023年3月4日）
- 世界くらべてみたら（TBS、2023年3月8日）
- 炎の体育会TV（TBSテレビ、2023年3月18日） - 井口のみ
- 霜降りバラエティX（テレビ朝日、2023年3月18日・3月25日）
- 日本全国!どこでもチャップリン（テレビ東京、2023年3月21日）
- 痛快!明石家電視台（毎日放送、2023年3月25日・8月12日）
- 見取り図じゃん（テレビ朝日、2023年4月3日・4月10日）
- 踊る!さんま御殿!!（日本テレビ、2023年4月4日・5月23日（井口のみ））
- Run for money 逃走中（フジテレビ、2023年4月9日）
- スクール革命!（日本テレビ、2023年4月16日） - 井口のみ
- 坂上&指原のつぶれない店（TBS、2023年4月16日・8月6日・12月17日）
- クイズ!あなたは小学5年生より賢いの?（日本テレビ、2023年4月21日）
- 千鳥のクセスゴ!（フジテレビ、2023年4月23日・11月19日・2024年4月28日）
- おしゃれクリップ（日本テレビ、2023年4月23日）
- アンタッチャブるTV（関西テレビ、2023年4月25日（井口のみ）・5月2日・5月30日（井口のみ）・6月27日（井口のみ）・8月1日）
- ものまねグランプリ（日本テレビ、2023年5月2日）
- ホンマでっか!?TV（フジテレビ、2023年5月3日・6月14日（井口のみ）・2024年4月17日（井口のみ））
- かまいたちの知らんけど（毎日放送、2023年5月6日）
- 有吉ぃぃeeeee!（テレビ東京、2023年5月7日・5月28日（井口のみ）・12月10日（井口のみ）・2024年1月7日）
- ナゼそこ?（テレビ東京、2023年5月11日）
- 世界まる見え!テレビ特捜部（日本テレビ、2023年6月5日・12月4日）
- ピリっとサタデー（テレビせとうち、2023年6月10日）
- 川島明の芸能界㊙通信簿（フジテレビ、2023年6月10日）
- 夜明けのラヴィット!（TBS、2013年6月17日）
- ゼロイチ（日本テレビ、2023年6月17日）
- 笑神様は突然に…（日本テレビ、2023年6月18日）
- ネプリーグ（フジテレビ、2023年6月19日・2024年1月15日）
- 月曜から夜ふかし（日本テレビ、2023年6月19日）
- まんが未知（テレビ朝日、2023年6月21日・6月28日） - 河本のみ
- がっちりマンデー!!（TBS、2023年7月2日）
- トークで落とせ!大悟の芸人領収証（日本テレビ、2023年7月2日・2024年10月7日・10月14日） - 井口のみ
- ぐるぐるナインティナイン（日本テレビ、2023年7月6日）
- うわっ!ダマされた大賞（日本テレビ、2023年7月9日） - 井口のみ
- FNS27時間テレビ（フジテレビ、2023年7月22日）
- よるのブランチ（TBS、2023年8月2日）
- 人生最高レストラン（TBS、2023年8月5日）
- 潜在能力テスト（フジテレビ、2023年8月8日）
- VS魂（フジテレビ、2023年8月17日）
- 推しといつまでも（毎日放送、2023年8月21日） - 井口のみ
- 爆問×伯山の刺さルール!（テレビ朝日、2023年8月22日、9月5日）
- 笑いと氷の祭典!THE水王（TBS、2023年8月28日）
- 5時に夢中!（TOKYO MX、2023年9月15日）
- クイズできる?できない?（日本テレビ、2023年9月18日） - 井口のみ
- マツコ&有吉 かりそめ天国（テレビ朝日、2023年10月6日） - 井口のみ
- オールスター感謝祭（TBS、2023年10月14日）
- ニッポン人の頭の中（日本テレビ、2023年10月28日・2024年1月27日・3月16日） - 井口のみ
- 中居正広の芸能人!お友達呼んで来ましたグランプリ（フジテレビ、2023年10月29日） - 井口のみ
- 極楽とんぼの週末極楽旅（BS日テレ、2023年10月30日・11月6日・11月13日・11月20日）
- 診療中!こどもネタクリニック（NHK Eテレ、2023年11月20日）
- ボクらの時代（フジテレビ、2023年11月26日） - 井口のみ
- 飛んで埼玉プレゼンツ日本全国!逆お国自慢GP（フジテレビ、2023年12月2日）
- THE MANZAI マスターズ（フジテレビ、2023年12月10日）
- 有吉弘行&田中将大のドリィィeeeeeームマッチ!（テレビ東京、2023年12月17日）
- 爆笑問題の検索ちゃん（テレビ朝日、2023年12月22日）
- めざましテレビ（フジテレビ、2023年1月6日・1月13日・1月27日） - 2023年1月度マンスリーエンタメプレゼンター
- 新婚さんいらっしゃい!（朝日放送テレビ、2023年12月24日）
- M-1グランプリ2023（朝日放送テレビ、2023年12月24日）
- さまぁ〜ず&ジュニアなコレって変じゃね!?（TBS、2023年12月31日） - 井口のみ
- 浜田・大吉・濱家が主催 新春ツッコミ芸人総会（読売テレビ、2024年1月2日） - 井口のみ
- 有吉クイズ（テレビ朝日、2024年1月21日・3月31日・4月28日・7月14日・9月1日） - 井口のみ
- ドーナツトーク（中部日本放送、2024年2月4日）
- サクラミーツ（テレビ朝日、2024年2月22日・2024年3月7日（井口のみ））
- SAKURA GRADUATIONの清算てれび（中京テレビ、2024年2月25日） - MC[63]
- 開演まで30秒!THEパニックGP（日本テレビ、2024年4月29日・5月6日） - 井口のみ
- どさんこワイド（2024年8月23日、札幌テレビ） - 「福さんぽ」西18丁目駅周辺で爆笑＆毒舌食べ歩き

### ラジオ
- 爆笑問題カーボーイ（TBSラジオ　2021年4月6日・2022年12月20日）
- 爆笑問題の日曜サンデー（TBSラジオ）
- monaka（FM NACK5、2016年7月26日 - 2019年3月5日） - 月一回、「トクする!イオンの火曜市」のレポーターを担当。
- ウエストランドのオールナイトニッポンR（ニッポン放送、2017年6月24日）
- マイナビ Laughter Night（TBSラジオ）
- 爆笑問題のUSEN-MAN（SMART USEN） - 不定期出演
- ウエストランドのSNSタイタン（JFN PARK）
- Smile SUMMIT（FM NACK5、2019年4月16日 - 7月16日）月一回、「トクする!イオンの火曜市」のレポーターを担当[注 5]。
- FUTURESCAPE（FMヨコハマ、2019年05月18日）河本のみ
- 土曜ワイドラジオTOKYO ナイツのちゃきちゃき大放送（TBSラジオ、2021年1月23日・10月2日・10月9日・10月16日・10月23日・10月30日）
- 三四郎のオールナイトニッポン（ニッポン放送、2021年2月19日）
- Seasoning -season your life with music-（InterFM897、2021年3月17日） - 井口のみ
- あもーれ!マッタリーノ（RSKラジオ、2021年4月13日・2024年3月19日）
- 芸人お試しラジオ「デドコロ」（火曜会、2021年8月 - 9月）
- 成瀬心美ぷるるんhoneyトラップ（TBSラジオ、2021年10月19日・10月26日・11月2日）
- ぺこぱのオールナイトニッポンX（ニッポン放送、2021年10月21日）
- ナイツ ザ・ラジオショー（ニッポン放送、2021年12月1日）
- ＃むかいの喋り方（CBCラジオ、2021年12月14日） - 井口のみ
- 24時のハコ（TBSラジオ、2022年1月26日）
- AマッソのMBSヤングタウン（MBSラジオ、2022年2月3日） - 井口のみ
- 高田文夫のラジオビバリー昼ズ（ニッポン放送、2022年12月19日）
- ウエストランドのオールナイトニッポン（ニッポン放送、2023年1月6日）[64]

### ネットラジオ
現在
- ウエストランドのぶちラジ（YouTube）
- オトステ（ApplePodcast） - 井口のみ、毎週火曜日20時頃配信（共演者：ジグザグジギー池田、ルシファー吉岡）

過去
- ゲラステ（GERA放送局、2020年5月20日 - 12月26日） - 井口のみ、毎週土曜日20時配信

- ぬるかん（GERA放送局、2021年1月2日 - 2022年1月29日） - 河本のみ、毎週土曜日20時配信（共演者：松崎克俊・どいちゅー）

### インターネット番組
- 私立キュン×2学園（ニコニコ生放送、2016年4月 - 9月） - 不定期月2回
- 私立キュン×2学園（生テレ、2016年11月 - 2017年6月） - 隔週
- HITOSHI MATSUMOTO presents ドキュメンタル（Amazonプライム・ビデオ、2023年） - シーズン13出演
- 松井証券 presents 投資が怖くて何が悪い!?（松井証券_MatsuiSecurities/YouTube、2025年7月13日 - ） - 井口のみ[65]

### 連載
- 今月のお笑い（お笑いナタリー、2022年6月2日 - ） - 井口のみ[66]

### PV
- アンジェラ・アキ TAPESTRY OF SONGS - THE BEST OF ANGELA AKI
  - 手紙 〜拝啓 十五の君へ〜 2014[67]
- SLOTH「なんにもない」[68]

### テレビドラマ
- 私たちが恋する理由 第1話（日本テレビ、2024年10月12日） - 木下正 役（井口）[69]

### 映画
- くも漫。（2017年） - 音声のみ
- 漫才協会 THE MOVIE 舞台の上の懲りない面々（2024年3月1日、KADOKAWA/ミックスゾーン/中京テレビ放送/ミラクルヴォイス[70]）
- 怪獣ヤロウ!（2025年） - 劇中漫才

### CM
- MSD AGA「ぼくもそろそろ編」（2011年） - 河本のみ
- スポーツくじWINNER「くじ体験篇」「商品理解篇」「クラブ還元篇」（2023年2月10日 - ）
- ユニクロ 「ユニクロの感動パンツ『チアリーマンズ×ウエストランド井口』」伸縮性編・軽量性編・速乾性編（2024年2月26日 - ） - 井口のみ[71]

## DVD
- 漫才商店街（2013年10月23日 発売元：コンテンツリーグ 販売元：アニプレックス）
- ウエストランド第一回単独ライブ「GRIN!」（2016年11月23日 発売元：コンテンツリーグ 販売元：アニプレックス）[72]
- ウエストランド第二回単独ライブ「FINE!」※一般販売はされておらず、クラウドファンディングの支援者のみに送付された[73]。
- ウエストランド第三回単独ライブ「FANG!」（2024年3月27日）[74]

## 音楽配信
- 『Impossible love』 2021年7月2日配信リリース。井口とあいなぷぅ（パーパー）とのユニット「ラブリーツインズ」の楽曲で、作詞作曲はラッパーのSLOTHが務めた[75]。

## 出版

### 電子書籍
- 売れてない芸人（金の卵）シリーズ「朽木糞牆」（2021年8月20日、代官山ブックス）※ウエストランド 河本名義[76][注 6]